# Anna Torv

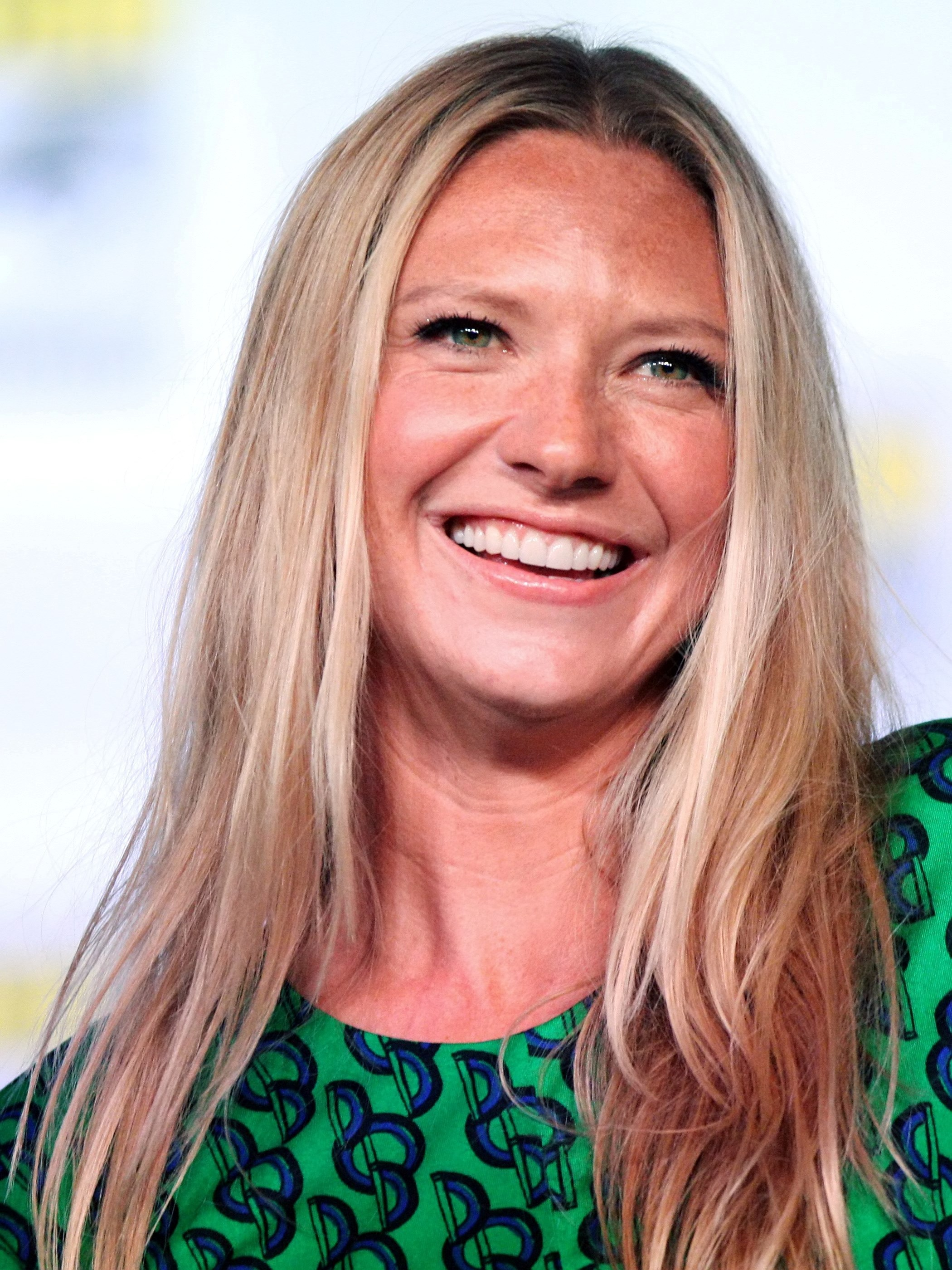
Anna Torv (2012)

Anna Torv (* 7. Juni 1979 in Melbourne, Victoria) ist eine australische Schauspielerin, die vor allem für die Rolle der FBI-Agentin Olivia Dunham aus der US-amerikanischen Fernsehserie Fringe bekannt wurde. Des Weiteren arbeitet sie hin und wieder als Synchronschauspielerin für Film, Fernsehen und im Computerspielebereich.

## Leben
Torv wuchs gemeinsam mit ihrem Bruder bei ihren Eltern an der Gold Coast in Queensland auf. Ihr Vater ist estnischer Abstammung. Ihre Tante väterlicherseits ist die Schriftstellerin Anna Maria Torv Murdoch-Mann, die 31 Jahre mit dem Milliardär Rupert Murdoch verheiratet war.
Torv besuchte die Benowa State High und absolvierte 2001 ein Schauspielstudium am renommierten National Institute of Dramatic Art (NIDA) in Kensington mit einem Abschluss in Darstellende Kunst. Torv arbeitete zunächst als Darstellerin am Theater. Ein Jahr später folgte ihr Kameradebüt mit einer Nebenrolle in der australischen Polizeiserie Young Lions; weitere Film- und Fernsehaufgaben schlossen sich an. Von 2008 bis 2013 spielte sie die Hauptrolle in der Fernsehserie Fringe – Grenzfälle des FBI.

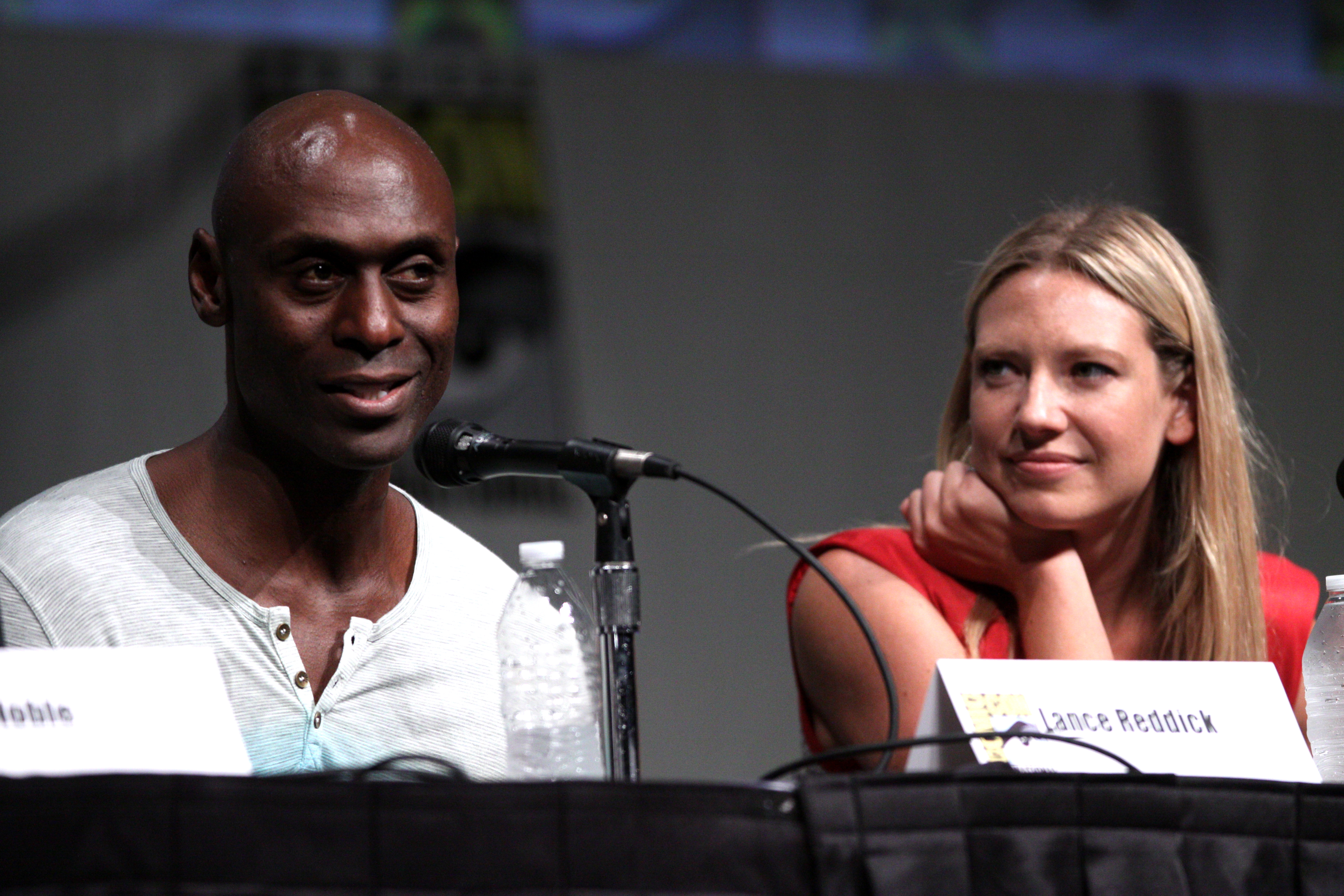
Lance Reddick und Anna Torv am 2012 San Diego Comic-Con International in San Diego, California

Torv heiratete im Dezember 2008 ihren Schauspielkollegen Mark Valley, der auch in der ersten Staffel der Serie Fringe mitwirkte. Im April 2010 wurde bekannt, dass beide getrennt leben.
In einer Folge der Mini-Serie The Pacific spielte Torv die Schauspielerin Virginia Grey. Sie belebte die Hauptfigur im Computerspiel Heavenly Sword durch Motion-Capture-Aufnahmen.
2010, 2011, 2012 sowie 2013 wurde sie jeweils mit einem Saturn Award als Beste Darstellerin für ihre Rolle in Fringe ausgezeichnet. Von 2009 bis 2012 erhielt sie dafür auch jeweils eine Nominierung für den Teen Choice Award.

## Filmografie (Auswahl)
- 2002: Young Lions (Fernsehserie, 13 Folgen)
- 2003: Travelling Light
- 2004: McLeods Töchter (McLeod’s Daughters, Fernsehserie, 2 Folgen)
- 2004–2005: The Secret Life of Us (Fernsehserie, 20 Folgen)
- 2006: The Book of Revelation
- 2007: Frankenstein (Fernsehfilm)
- 2008: Mistresses – Aus Lust und Leidenschaft (Mistresses, Fernsehserie, 5 Folgen)
- 2008–2013: Fringe – Grenzfälle des FBI (Fringe, Fernsehserie, 100 Folgen)
- 2010: The Pacific (Miniserie, Folge 1x05)
- 2014: Heavenly Sword (Stimme)
- 2014: Love Is Now
- 2015: Deadline Gallipoli (Fernsehfilm)
- 2015: Die Wildente (The Daughter)
- 2016–2019: Secret City (Fernsehserie, 12 Folgen)
- 2017: Stephanie – Das Böse in ihr (Stephanie)
- 2017–2019: Mindhunter (Fernsehserie, 17 Folgen)
- 2021: Fires (Fernsehserie, 2 Folgen)
- 2022: The Newsreader (Fernsehserie, 12 Folgen)
- 2023: Arkie und die Stadt des Lichts (Scarygirl, Stimme)
- 2023: The Last of Us (Fernsehserie, 3 Folgen)
- 2024: Force of Nature: The Dry 2
- 2024: Nautilus (Fernsehserie, Folge 1x09)
- 2024: So long, Marianne (Fernsehserie, 8 Folgen)
- 2024: Territory (Fernsehserie, 6 Folgen)